# Azouza (Chabet el Ameur)
Azouzza (عزوزة en arabe, Iɛazuzen en taqvaylit), aussi connu sous le nom de Aïth Mekla pendant la colonisation française, est un village ou douar situé dans la commune de Chabet el Ameur, dans la wilaya de Boumerdès en Algérie.

## Géographie
Azouza se situe au sud-est de la wilaya de Boumerdès, à la frontière avec la wilaya de Tizi-Ouzou. Elle est frontalière a d'autres villages, dont Ait Said à l'ouest, Ouled Abdellah au nord et M'Kira au sud-est, et se situe a 4,5 kilomètres au nord-est du chef-lieu de la commune, Chabet el Ameur.
L'oued Bouhaj coule au sud de Azouza et le village se situe sur une crête à 380 mètres d'altitude à l'ouest de la région de Sid Ali Bounab, en Grande Kabylie.

## Démographie
Le village est peuplé de Kabyles et est le chef-lieu de la tribu At Mekla (aussi connus sous le nom de Beni Mekla), qui faisait auparavant partie de la confédération des Iflissen Umellil. Le village compte 5556 habitants en 2008.

## Personnalités liées au village
Parmi les personnalités liées au village, on retrouve :
- Khelif Ou Bouzid, amin (chef) de la tribu At Mekla vers 1760-1770[4].
- Cheikh Ben Bouzid, chef des Iflissen Umellil vers 1760-1770, père de Khelif Ou Bouzid[4].
- Abderrezak Bouguetaya (1er février 1938 - 8 avril 1979), compositeur et interprète de musique châabi[5].